# Outlook Peak
Der Outlook Peak (englisch für Aussichtsberg) ist ein niedriger Berg in der antarktischen Ross Dependency. Im Königin-Maud-Gebirge ragt er 3 km südöstlich des Mount Zanuck auf.
Der United States Geological Survey kartierte ihn anhand eigener Vermessungen und Luftaufnahmen der United States Navy aus den Jahren von 1960 bis 1964. Teilnehmer einer von 1969 bis 1970 dauernden Kampagne im Rahmen der New Zealand Geological Survey Antarctic Expedition gaben ihm seinen deskriptiven Namen.